# П'єтро Паоліні
П'єтро Паоліні (італ. Pietro Paolini 3 червня, 1603, Лукка — 12 квітня, 1681, Лукка) — італійський художник доби бароко XVII століття.

## Життєпис
Батько — Томмазо Паоліні, мати майбутнього жудожника — Джинерва Рафаеллі. Родина мешкала в місті Лукка.

## Римський період
1619 року батько відіслав сина у Рим, де той влаштувався у майстерню Анжело Карозеллі (1585—1653). Художнє життя Риму і різноманітні пам'ятки мистецтва, зосереджені в папській столиці, мали на молодого художника неабиякий вплив. Про це свідчать і різноманітність сюжетів, до котрих він звертався як у римський період, так і надалі (побутові «Ворожка», «Вакхічний концерт», «Музи́ка з волинкою», алегорична картина «П'ять почуттів», низка вівтарних образів, натюрморти, портрети). Тогочасний художній Рим та художники, що працювали в ньому, розділились на два табори — тих, хто працював в стилістиці ідеалістичного академізму, підтриманого папським двором і академією св. Луки та тих, хто підтримував стилістику караваджизму. До останніх відносили неглибокого у сюжетах Бартоломео Манфреді та послідовників Караваджо різного щаблю обдарування (Ніколо Реньєрі, Доменіко Фетті, Гендрік Тербрюгген, Джованні Серодіне). До останніх приєднався і П'єтро Паоліні.

## Два роки у Венеції
У період 1629–1631 рр. П'єтро Паоліні перебрався у Венецію, де вивчав твори місцевих попередників. Найбільше Паоліні зацікавили твори Паоло Веронезе, хоча епігоном уславленого венеційця (як Джованні Баттіста Зелотті) П'єтро Паоліні не став. 1631 року померла його мати (батько помер ще 1629 року) і художник був примушений повернутись до міста Лукка.

## Заснування художньої школи
Художник отримав спадок батьків і відкрив у місті Лукка власну майстерню. 1652 року він став зановником художньої школи реалістичного спрямування в місті. Школа надала можливість отримати художню освіту, не відбуваючи на навчання у Болонью, Рим чи Флоренцію.

## Учні майстра
- Джироламо Скалья
- Антоніо Франкі
- Симон Даєр (Simone del Tintore)
- Джованні Колі
- Філіппо Герарді
- брат франческо Паоліні та інші

## Вибрані твори

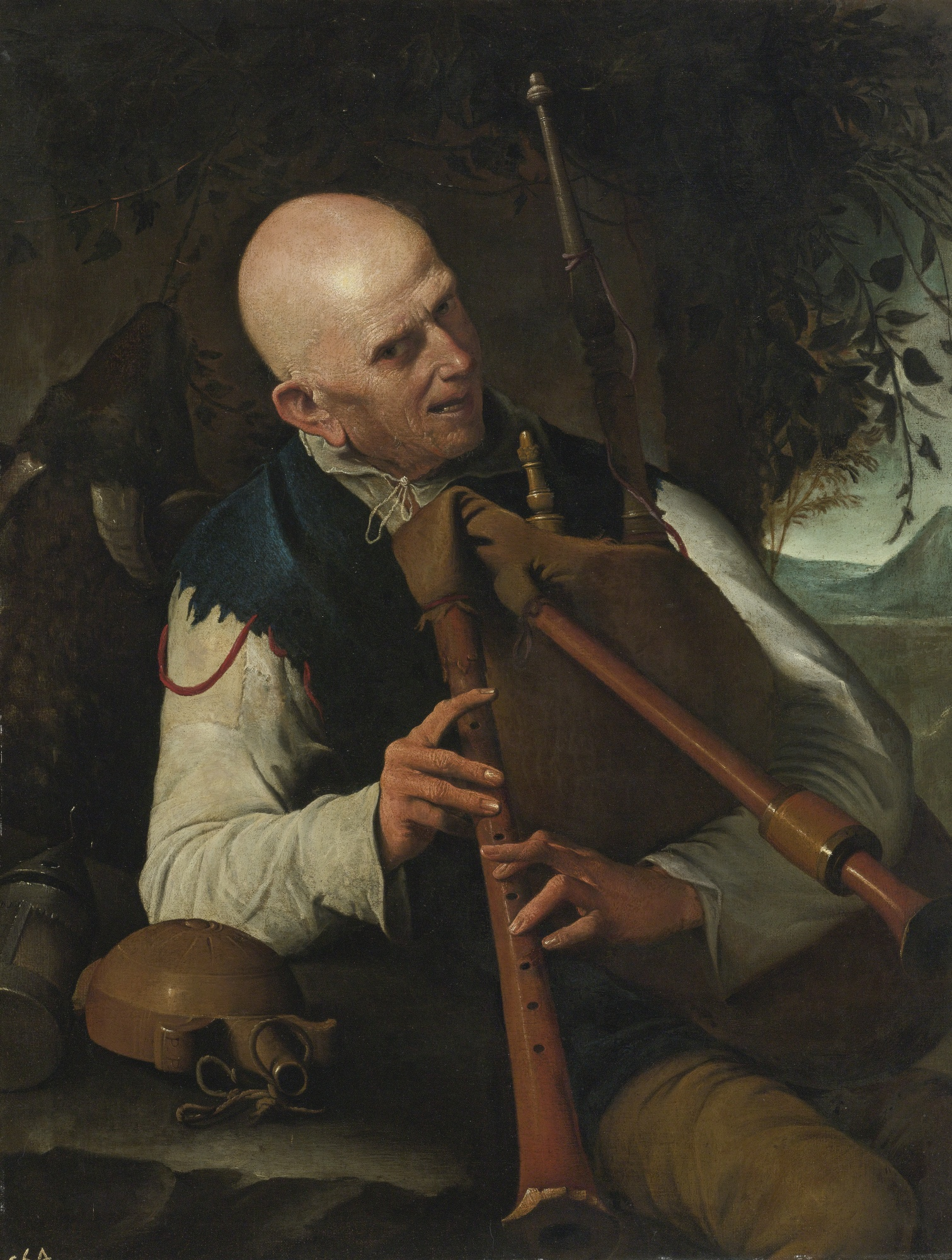
" Музика з волинкою "

- «П'ять почуттів», 1630, Художній музей Волтерс
- «Ворожка», Художній музей Окленда
- «Виготовлення музичних інструментів»
- «Портрет сеньйори з малою донькою»
- «Мадонна на троні з чотирма святими», Лукка
- «Народження Івана Хрестителя», Лукка
- «Мучеництво св. Порциана»
- «Концерт зі співаками», Лувр
- «Музика з волинкою»
- «Вакхічний концерт»
- «Містичні заручини Катерини Александрійської і двоє святих»

## Обрані картини майстра

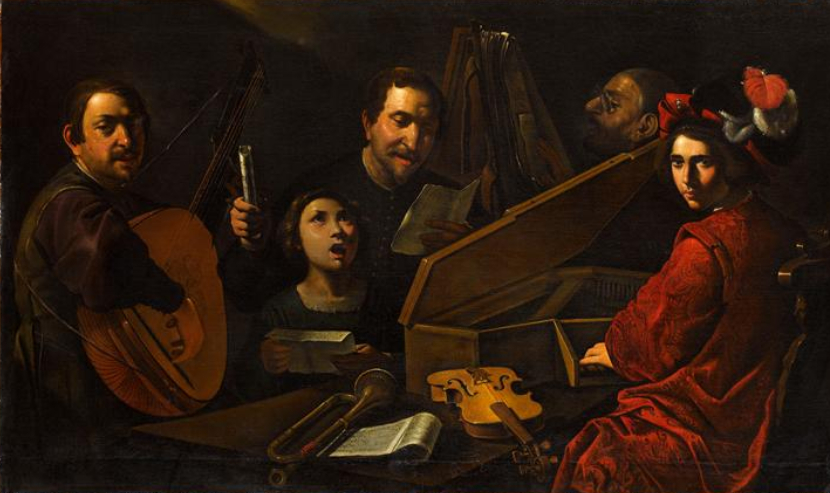
«Концерт зі співаками», версія 1625 р. Лувр, Париж, придбання 1983 р.

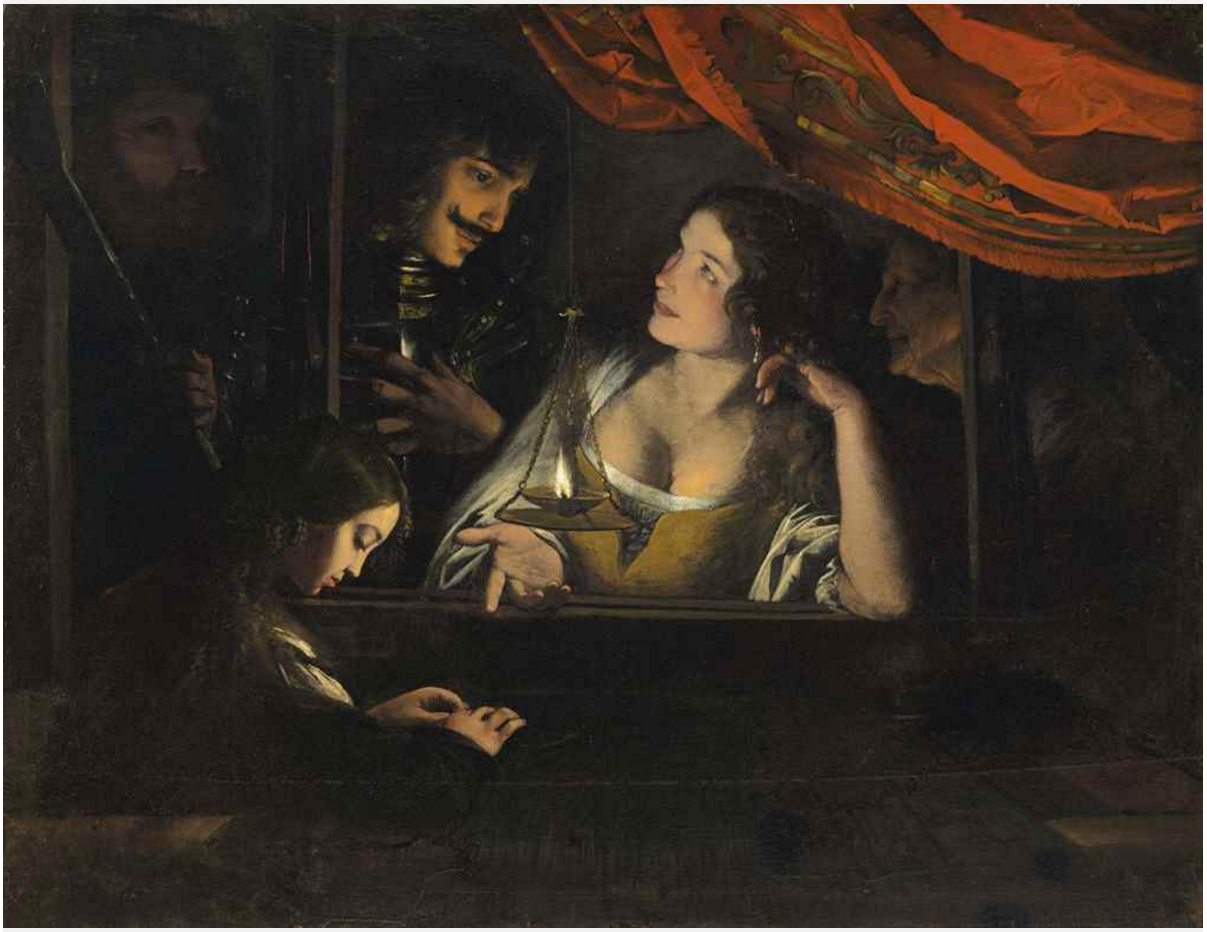
П'єтро Паоліні (1603—1681). «Вечірній концерт», середина 17 ст.

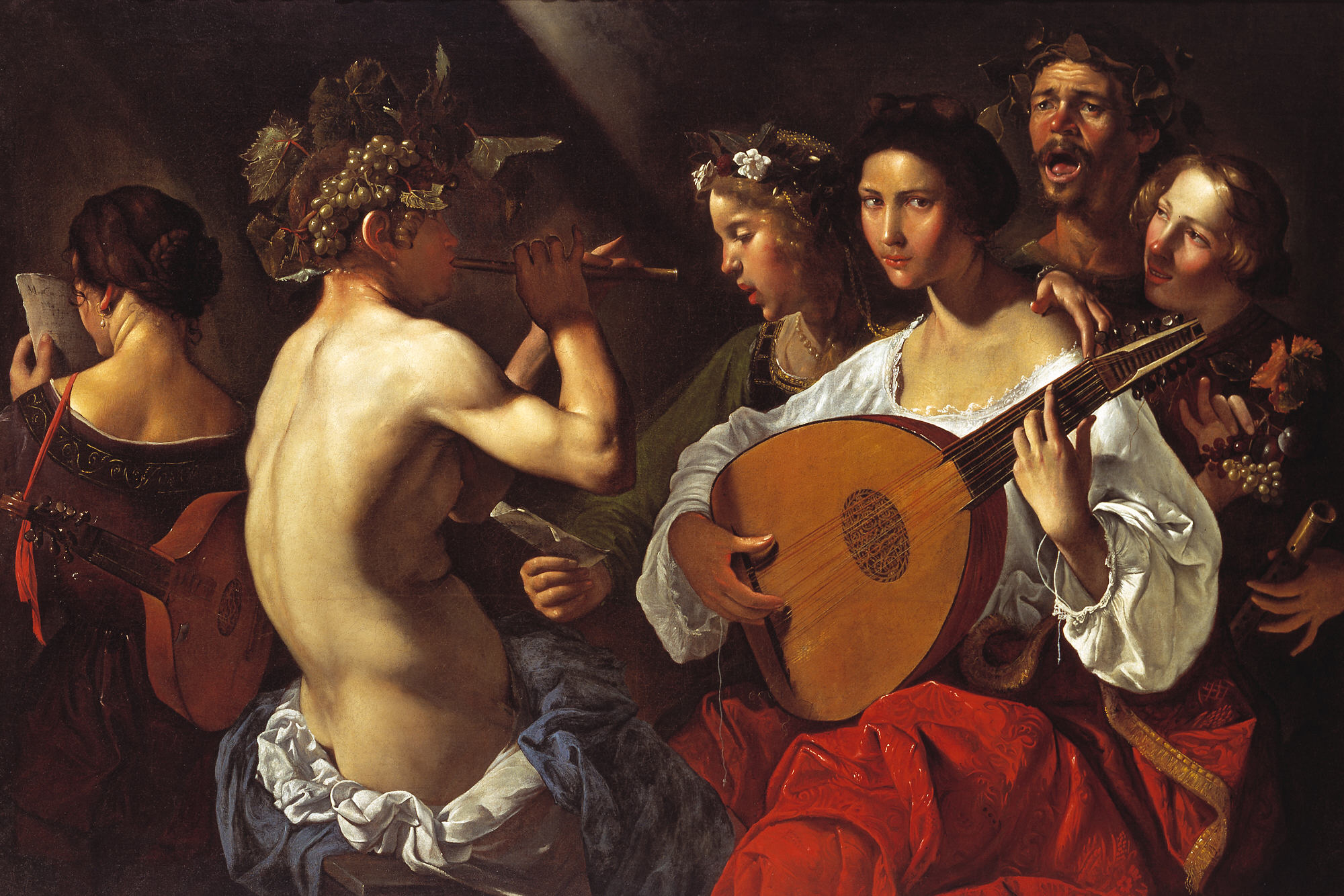
« Вакхічний концерт »
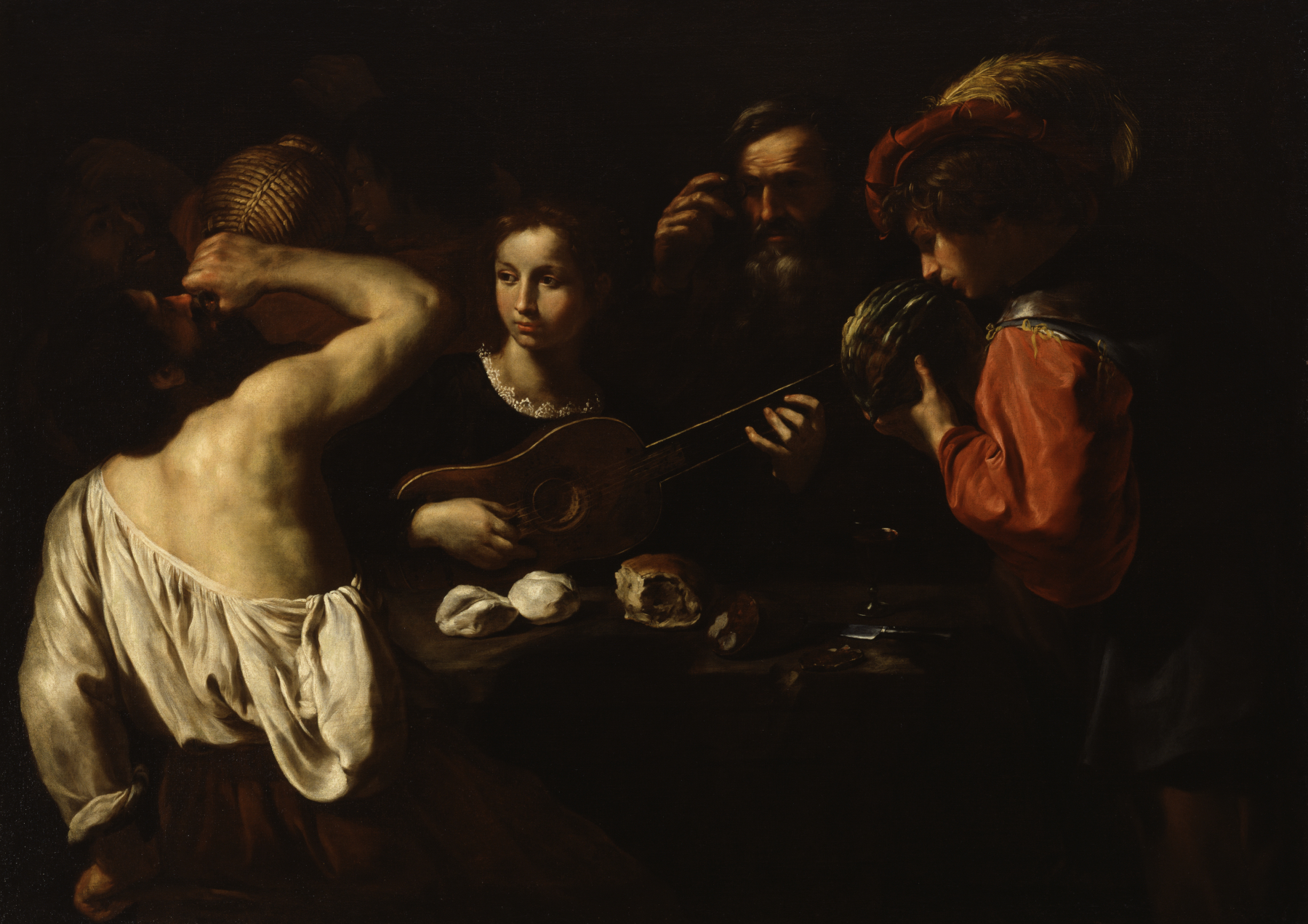
« П'ять почуттів », Художній музей Волтерс
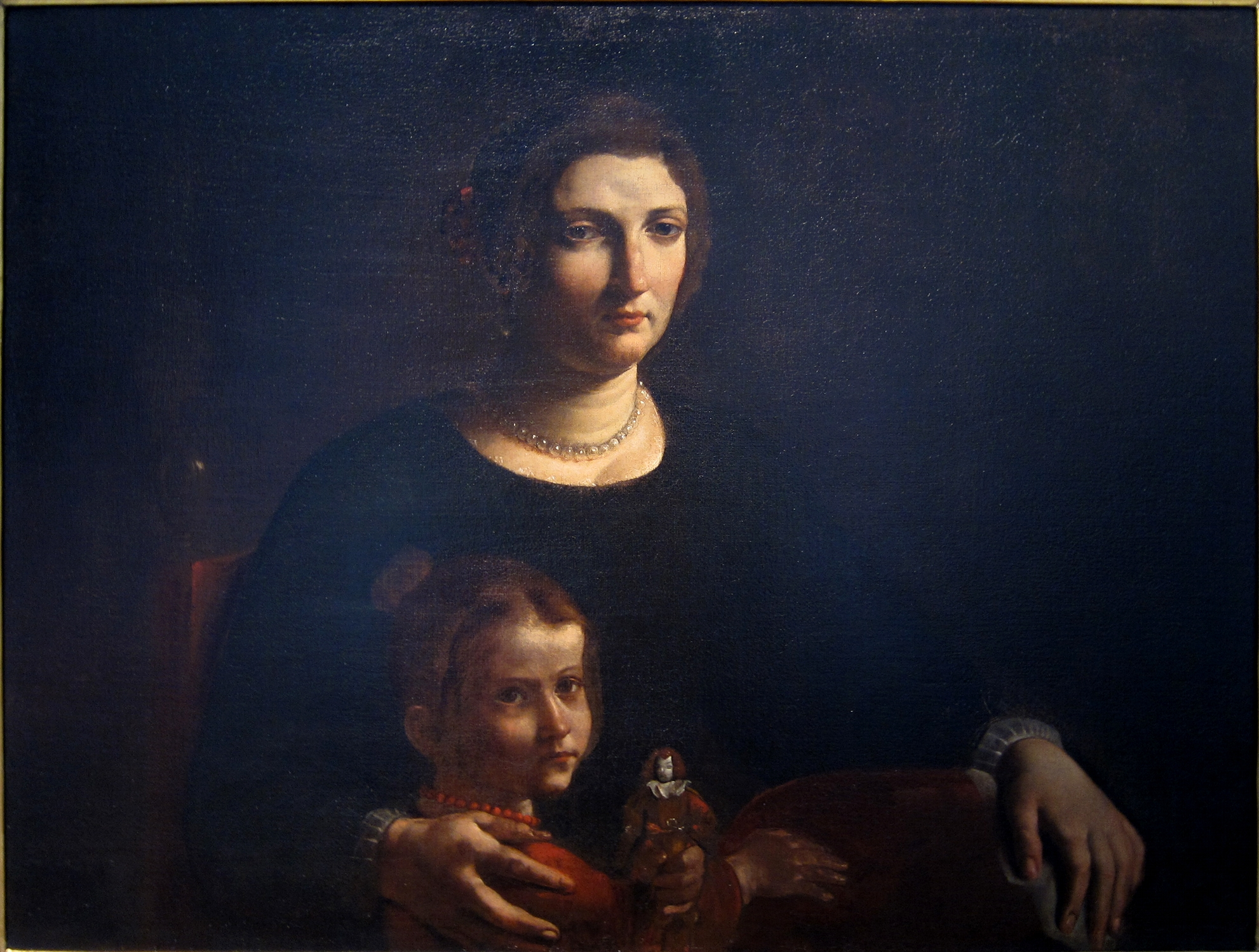
« Портрет сеньйори з малою донькою »
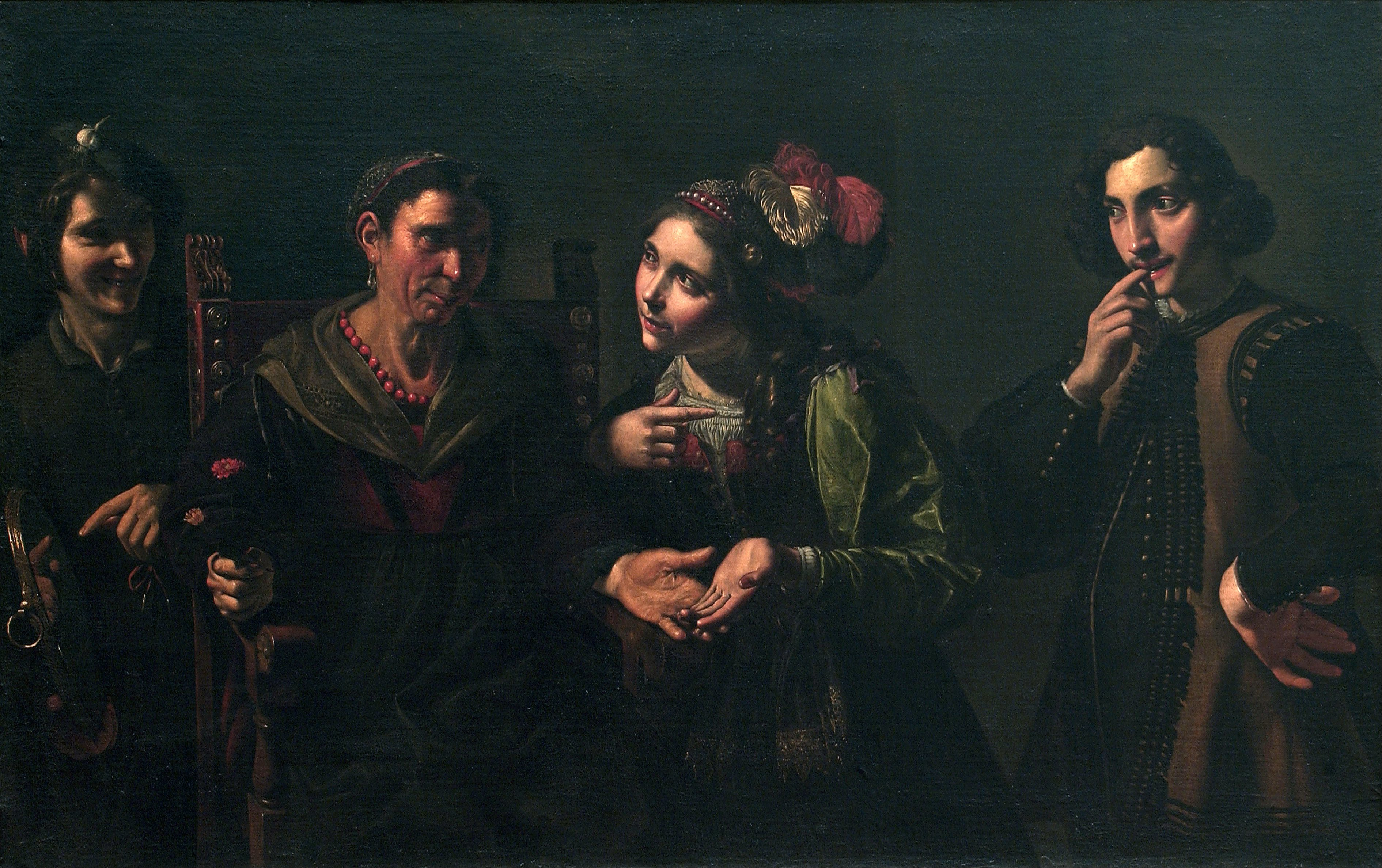
« Ворожка », Художній музей Окленда

## Релігійні картини

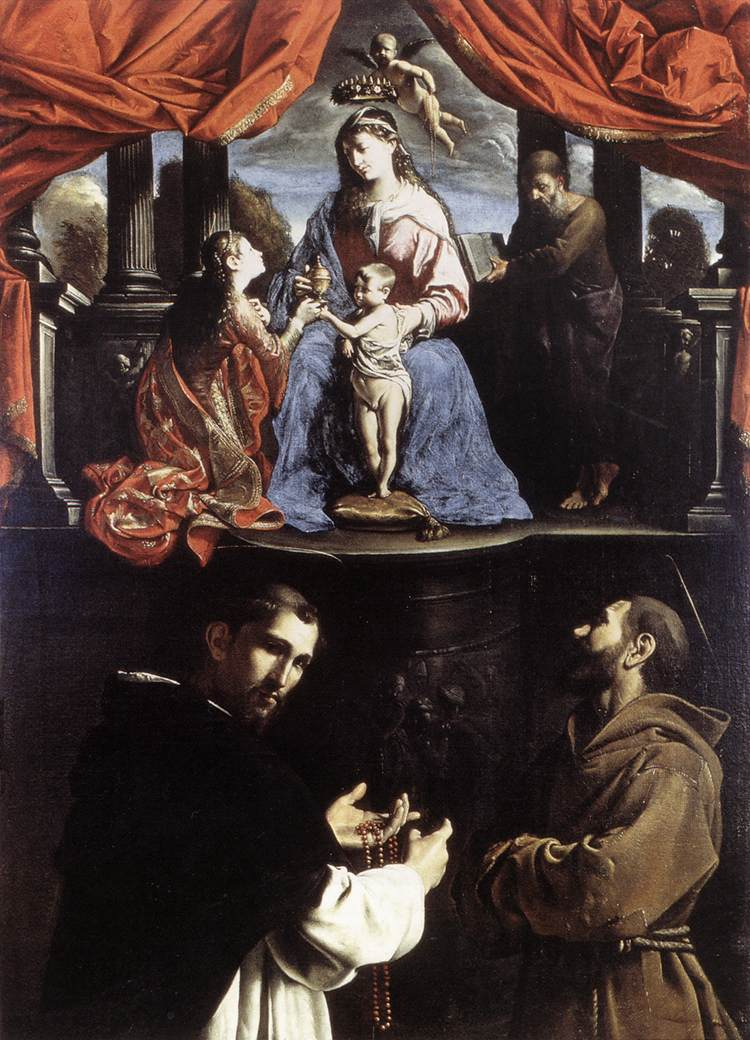
« Мадонна на троні з чотирма святими », Лукка
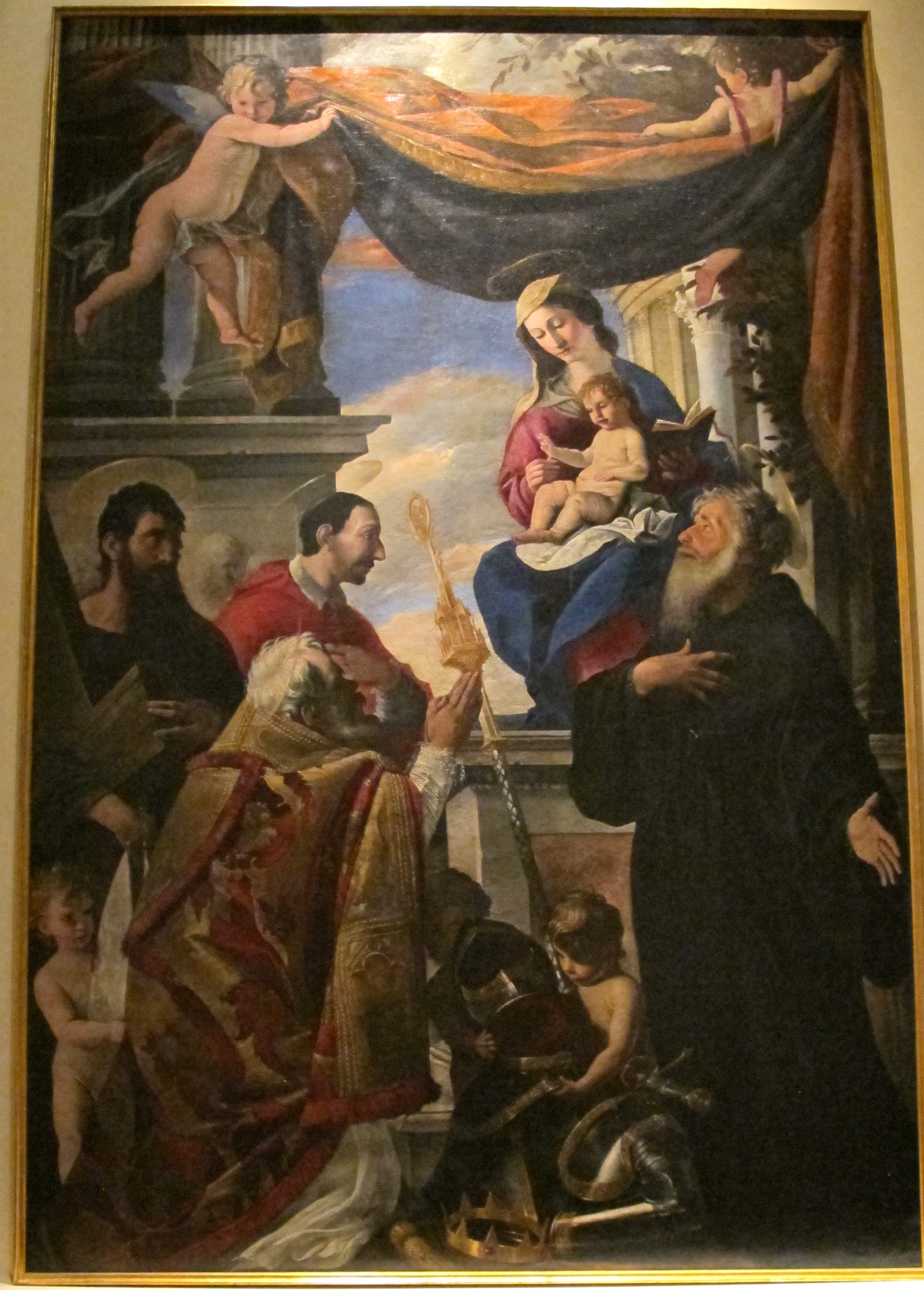
« Мадонна на троні з чотирма святими », Лукка
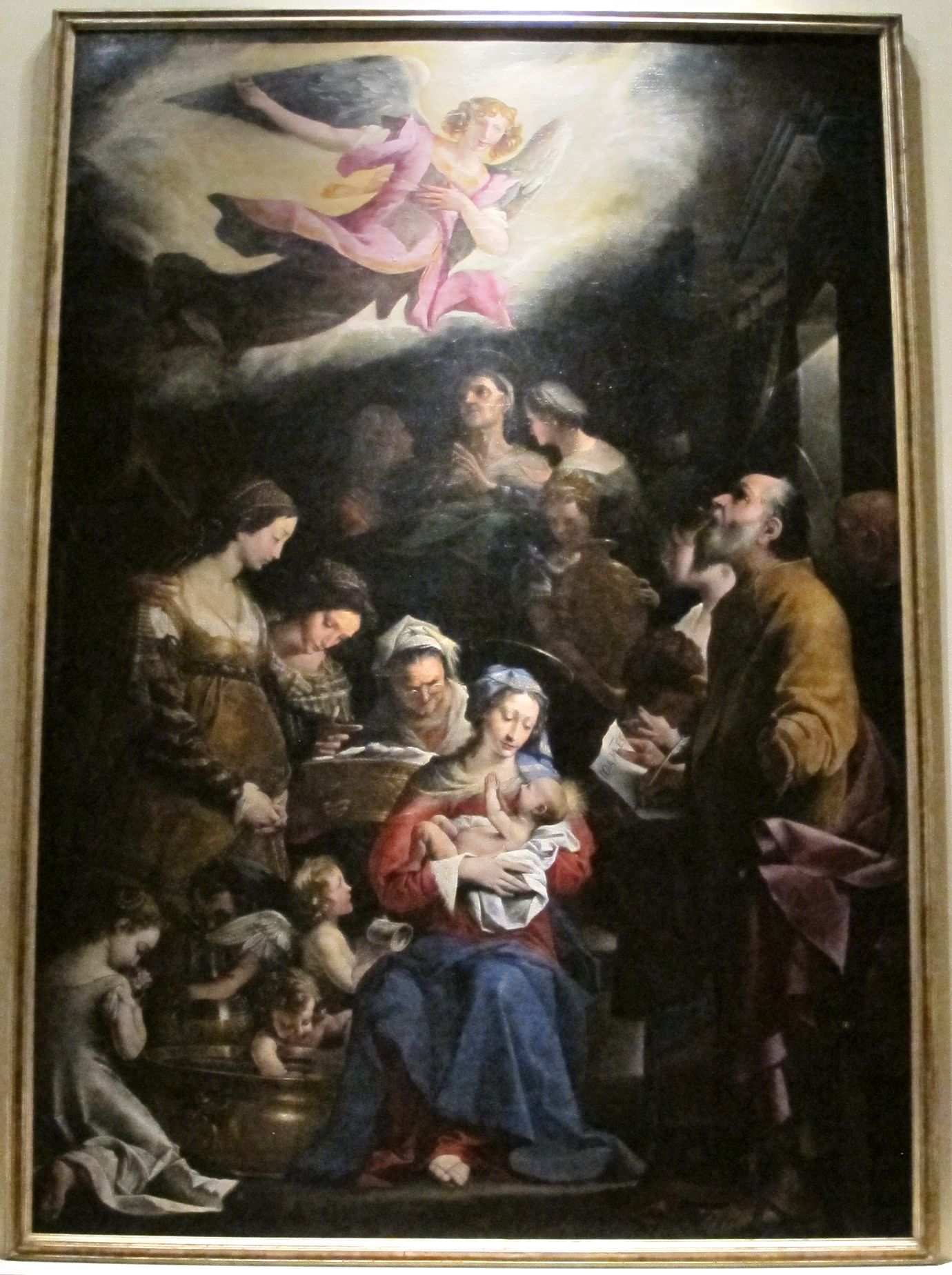
« Народження Івана Хрестителя », Лукка
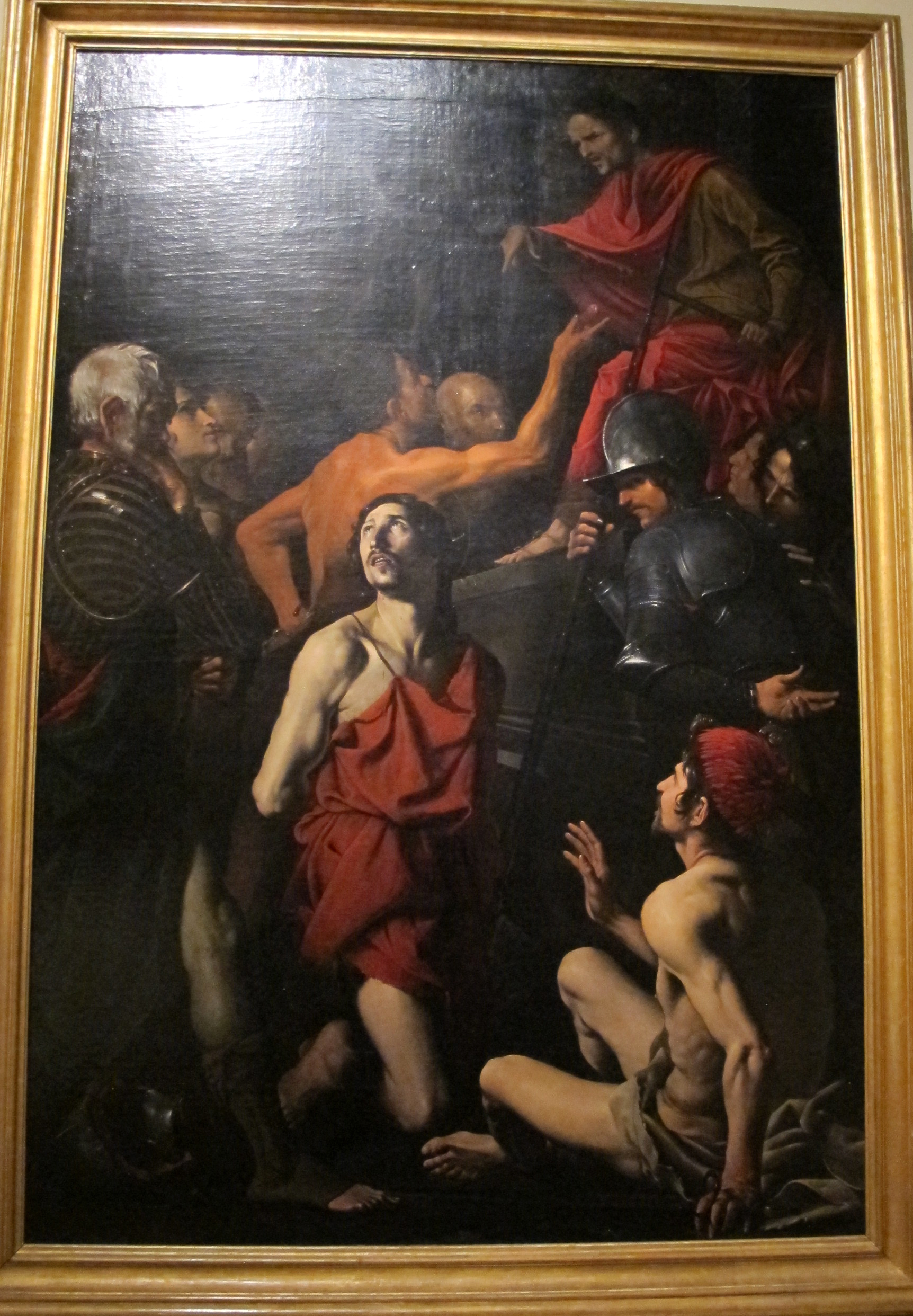
«Мучеництво св. Порциана»